# Zhou Yafu
En aquest nom xinès, el cognom és Zhou.
Zhou Yafu (xinès tradicional: 周亞夫, xinès simplificat: 周亚夫, pinyin: Zhōu Yǎfū) (mort el 143 aEC) va ser un famós general de la dinastia Han que va sufocar la Revolta dels Set Estats, però que la seva honestedat i integritat li va costar el favor de l'emperador Jing i la seva vida. Zhou és vist en la història xinesa com l'epítom de la disciplina militar adequada.

## Inicis de carrera
El pare de Zhou, Zhou Bo (周勃), va ser un dels generals claus de Liu Bang durant la Disputa Chu-Han i ell continuà exercint un paper important en el govern i va ser clau en l'ascensió al tron del pare de l'emperador Jing, l'Emperador Wen. Pels seus èxits, Zhou Bo va ser creat Marquès de Jiang. Després que Zhou Bo va morir en el 169 aEC, el seu fill i el germà major de Zhou Yafu, Zhou Shengzhi (周勝之) va heretar la marca, però després d'un any va ser acusat d'assassinat i executat. En el seu lloc, Zhou Yafu va ser creat marquès, però d'una marca diferent (Tiao). Més tard va convertir-se en governador de la Comandància de Taiyuan (l'actual Taiyuan, Shanxi), Zhou va guanyar ràpidament reputació de ser un administrador i comandant militar capaç.
En el 158 EC, quan els Xiongnu van fer importants incursions en les Comandàncies de Shang (上, actual Shaanxi del nord) i Yunzhong (雲中, l'actual Mongòlia Interior occidental, centrat a Hohhot), l'Emperador Wen va fer una visita als campaments dels exèrcits que es preparaven per defendre la capital Chang'an front un potencial atac xiongnu. Va ser en aquesta ocasió quan va quedar impressionat amb Zhou com a comandant militar—a diferència d'altres generals, que, a l'arribada de l'emperador, van deixar totes les coses que estaven fent i feren tot el possible perquè l'emperador se sentís benvingut, ell es va mantenir en estat d'alerta militar i exigí als guàrdies imperials de lliurar l'ordre militar adequada abans de permetre que el seguici imperial entrés. Més tard, l'Emperador Wen deixà instruccions al príncep hereu Liu Qi perquè si sorgien situacions d'emergència militar, ell fes a comandant de les forces armades Zhou.

## Accions durant la Revolta dels Set Estats
Després que el Príncep Hereu Qi va esdevenir emperador (com l'Emperador Jing) en el 157 aEC, una emergència militar, de fet, sorgiria. Temerós dels prínceps de les línies descendents col·laterals del clan imperial estaven esdevenint massa poderosos, l'Emperador Jing, aconsellat per Chao Cuo, intentà de reduir la grandària dels principats, i set principats, dirigits pels poderosos Principats de Wu (actual sud de Jiangsu, nord de Zhejiang, sud d'Anhui, i nord de Jiangxi) i Chu (avui en dia el nord de Jiangsu i el nord d'Anhui) es va revoltar en una guerra més tard coneguda com la Revolta dels Set Estats.